# Dianthus subaphyllus
Dianthus subaphyllus là loài thực vật có hoa thuộc họ Cẩm chướng. Loài này được (Lemperg) Rech.f. mô tả khoa học đầu tiên năm 1988.